# إريك غوثير
إريك غوثير هو كاتب كندي، ولد في 1975 في رووان نوراندا في كندا.